# Nathalie Cantet
Nathalie Cantet (Margon, 9 de gener de 1970) fou una ciclista francesa, guanyadora d'una medalla de bronze al Campionat del món en contrarellotge per equips de 1989.

## Palmarès
- 1989
  - 1a al Tour del Territori de Belfort i vencedora d'una etapa
- 1991
  - 2a al Campionat de França en ruta